# توم سكوت (سياسي)
توم سكوت (بالإنجليزية: Tom Scott)‏ هو سياسي أمريكي، ولد في 1958. انتخب عضو مجلس ولاية كونيتيكت.